# Лещина американская
Лещина американская (лат. Corylus americana) — вид листопадных деревянистых кустарников и деревьев рода Лещина (Corylus) семейства Берёзовые (Betulaceae).
Ценный осенний декоративный кустарник, когда листва приобретает красивую красно-коричневую окраску. В культуре в Европе и Северной Америке известна с 1798 года.

## Синонимы
В синонимику латинского названия входят:
- Corylus humilis Willd.
- Corylus calyculata Dippel
- Corylus serotina Dippel
- Corylus virginiana Dippel

## Распространение и экология
В природе ареал вида охватывает восточные районы Северной Америки: от штатов Мэн, Онтарио и Саскачеван на севере, до Флориды и Канзаса на юге.
Произрастает среди кустарников, по берегам и долинам рек и на склонах; образует заросли.

## Ботаническое описание
Кустарник высотой 1—3 м. Молодые побеги опушённые, с железистыми щетинками; годовалые — красно-коричневые; зрелые — коричнево-серые, трещиноватые, со светлыми, поперечными чечевичками.
Почки мелкие, многочешуйчатые, красно-коричневые. Листья овальные, широко или продолговато-яйцевидные до эллиптических, длиной 7—10 см, шириной 5—8 см, острые, в основании слабо сердцевидные или иногда округлые, неправильно удвоенно-зубчатые, сверху светло-зелёные, голые или рассеянно-опушённые, снизу сизые, тонко-войлочно-опушённые, на опушённых и железисто-щетинистых черешках длиной 5—15 мм.
Тычиночные серёжки одиночные, длиной 7—10 см, диаметром 0,5 см.
Плоды скучены по 4—6. Обёртка, вдвое или втрое превышающая орех, длиной до 3,5 см, из двух почти совершенно раздельных листочков, которые облегают орех и плотно сложены над ним в виде широкой каймы, по краю выемчато-лопастные с неравномерно-зубчатыми лопастями. Орех светло-коричневый, бороздчатый, округло-яйцевидный, несколько сжатый с боков, длиной 1—1,5 см.
Цветение в марте — апреле. Плодоношение в августе.

## Таксономия
Вид Лещина американская входит в род Лещина (Corylus) подсемейства Лещиновые (Coryloideae) семейства Берёзовые (Betulaceae) порядка Букоцветные (Fagales).
|  |                                      |  |                                                             |                                                             |                     |  | ещё 7 семейств (согласно Системе APG II) | ещё 7 семейств (согласно Системе APG II)                   |                                                            |  |  |  | ещё 3 рода   | ещё 3 рода              |  |  |
|  |                                      |  |                                                             |                                                             |                     |  | ещё 7 семейств (согласно Системе APG II) | ещё 7 семейств (согласно Системе APG II)                   |                                                            |  |  |  | ещё 3 рода   | ещё 3 рода              |  |  |
|  |                                      |  |                                                             | порядок Букоцветные                                         |                     |  |                                          |                                                            | подсемейство Лещиновые                                     |  |  |  |              | вид Лещина американская |  |  |
|  |                                      |  |                                                             | порядок Букоцветные                                         |                     |  |                                          |                                                            | подсемейство Лещиновые                                     |  |  |  |              | вид Лещина американская |  |  |
|  | отдел Цветковые, или Покрытосеменные |  |                                                             |                                                             | семейство Берёзовые |  |                                          |                                                            | род Лещина                                                 |  |  |  |              |                         |  |  |
|  | отдел Цветковые, или Покрытосеменные |  |                                                             |                                                             |                     |  |                                          |                                                            |                                                            |  |  |  |              |                         |  |  |
|  |                                      |  | ещё 44 порядка цветковых растений (согласно Системе APG II) | ещё 44 порядка цветковых растений (согласно Системе APG II) |                     |  |                                          | ещё одно подсемейство, Берёзовые (согласно Системе APG II) | ещё одно подсемейство, Берёзовые (согласно Системе APG II) |  |  |  | ещё 16 видов |                         |  |  |
|  |                                      |  |                                                             | ещё 44 порядка цветковых растений (согласно Системе APG II) |                     |  |                                          |                                                            | ещё одно подсемейство, Берёзовые (согласно Системе APG II) |  |  |  |              |                         |  |  |